# Aymar de Cros
Aymar de Cros était un religieux du moyen Âge central qui fut évêque de Clermont au XIIIe siècle. Selon les auteurs, son nom est orthographié « Aimar, Adémar, Croz ou Croc ».

## Biographie
Aymar de Cros était issu d’une famille illustre de Clermont. Quand il fut élu évêque, il était chantre de la cathédrale et exécuteur testamentaire de Robert II, comte de Clermont et dauphin d’Auvergne.
En 1286 il prêta serment de fidélité au roi. Comme la vacance du siège n’avait pas été signifiée à celui-ci, le chapitre et l’évêque durent payer une amende de 1000 livres. Cette même année ainsi que la suivante, l’archevêque de Bourges fit une visite pastorale dans le diocèse de Clermont dont on a encore les procès-verbaux. Toujours en 1286, Aymar assista au concile de Bourges. Une lettre papale l’obligea à payer la dette de ses prédécesseurs qui s’élevait à 500 Livres. Il refusa et fut excommunié pour cela en 1289.
En 1291 il fut absous de cette penne alors qu’il célébrait les Mystères. Il assista aux conciles de Saint-Léonard-de-Noblat en 1290, Aurillac en 1294 et Clermont en 1295. Il mourut le 17 octobre 1297.